# 그라즈단스키 프로스펙트역
그라즈단스키 프로스펙트 역(러시아어: Гражданский проспект)은 러시아 상트페테르부르크 시에 있는 상트페테르부르크 지하철 키롭스코 비보륵스카야 선의 철도역이다. 1978년 12월 29일에 개통되었다.